# Bitka za hrib 60 (zahodna fronta)
Bitka za hrib 60 je naziv za serijo spopadov in bitk, s katerimi so med prvo svetovno vojno poskušali zasesti umetni hrib 60, ki je bil strateškega pomena zaradi svoje višine v primerjavi s preostalim ozemljem.

## Zgodovina
Hrib je prvič zamenjal lastnika 10. decembra 1914, ko so Nemci zasedli francoske položaje. 10. aprila 1915 so tunelske čete Kraljevih inženircev sprožili okoli 450.000 kg eksploziva, s čimer so omogočili zasedbo hriba. Nemci so 18. aprila sprožili protinapad; boji so trajali vse do 22. aprila, a so Britanci obdržali položaje. 5. maja istega leta so Nemci sprožili plinski napad na hrib, s čimer so uspeli zavzeti hrib. 
1. avstralska tunelska četa je novembra 1916 prišla na to področje, ki ji je poveljeval stotnik Oliver Woodward. 7. junija 1917 ob 03:10 so sprožili 19 podzemnih min pod nemškimi položaji (z 450.000 kg eksploziva), pri čemer je  nastal velik krater (globine 18 metrov in premera 80 metrov); v eksploziji je umrlo 687 vojakov nemške 204. pehotne divizije.
Po vojni so na področju bitke Spomenik hribu 60 ter po zgodbi 1. avstralske tunelske čete posneli film Beneth Hill 60.